# Salvia vaseyi
Salvia vaseyi är en kransblommig växtart som först beskrevs av Thomas Conrad Porter, och fick sitt nu gällande namn av Samuel Bonsall Parish. Salvia vaseyi ingår i släktet salvior, och familjen kransblommiga växter. Inga underarter finns listade i Catalogue of Life.